# Neil Young Journeys
Neil Young Journeys es un documental producido y dirigido por Jonathan Demme, con un concierto del músico canadiense Neil Young. El documental es la tercera colaboración entre Demme y Young tras Neil Young: Heart of Gold (2006) y Neil Young Trunk Show (2009).

## Contenido
El largometraje incluye a Young visitando su ciudad de origen en Omemee, Ontario con su hermano, mientras relata historias del pasado. De forma adicional, el músico pasa conduciendo su coche por la Scott Young Public School, nombrada en memoria de su padre, el escritor Scott Young. 
Entre estas escenas se intercalan segmentos del concierto que Young ofreció en el Massey Hall de Toronto, mayoritariamente con composiciones recientes e incluidas en su álbum de estudio Le Noise (2010). Además de las canciones nuevas, Young también interpreta clásicos como «Ohio», mientras se superponen imágenes de archivo de la masacre de la Universidad Estatal de Kent en 1970 e imágenes de los cuatro estudiantes asesinados por la Policía. 

## Recepción
Neil Young Journeys tiene una puntuación del 88% en la web Rotten Tomatoes basada en 42 reseñas, con una media ponderada de 7,1 sobre 10. Por otra parte, el filme tiene una puntuación de 74 sobre 100 en la web Metacritic.